# Сбородное
Сбородно́е — посёлок в Железногорском районе Курской области. Входит в состав сельского поселения Разветьевский сельсовет.

## География
Посёлок расположен в 8 км к юго-западу от Железногорска. Высота над уровнем моря — 208 м. Ближайшие населённые пункты: посёлки Щека, Большой Остров и Новониколаевский.

## История
Ещё в середине XIX века овраг, расположенный к юго-западу от посёлка, назывался Збородной, но самого населённого пункта в то время ещё не существовало. В 1927 году в посёлке было 19 дворов, проживало 130 человек (65 мужского пола и 65 женского). В то время Сбородное входило в состав Разветьевского сельсовета Долбенкинской волости Дмитровского уезда. В 1937 году в посёлке было 22 двора.

## Население
| 1926 | 1979 | 2002 | 2010 |
| ---- | ---- | ---- | ---- |
| 130  | ↘75  | ↘36  | ↘23  |